# Robert Howe (General)

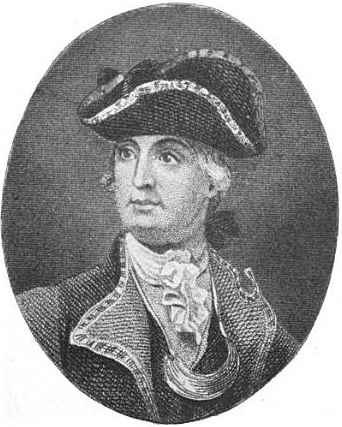
Robert Howe

Robert Howe (* 1732 in Brunswick County, Province of North Carolina; † 14. Dezember 1786 ebenda) war ein Generalmajor der Kontinentalarmee von North Carolina während des amerikanischen Unabhängigkeitskrieges. Der Nachkomme einer vornehmen Familie in North Carolina war einer von fünf Generälen und der einzige Generalmajor der Kontinentalarmee von North Carolina. Er war zudem Abgeordneter in den Kolonial- und Staatsversammlungen von North Carolina.
Howe diente während des Siebenjährigen Krieges in Nordamerika in der kolonialen Miliz und kommandierte Fort Johnston, ein Fort an der Mündung des Cape Fear River. Er diente außerdem als Oberst in der Artillerie des britischen Gouverneurs William Tryon während des Aufstandes der Regulatoren. Daraufhin wurde er in der Landespolitik von North Carolina aktiv. Howe litt darunter, dass Tryon, mit welchem er befreundet war, seinen Gouverneursposten in North Carolina 1771 zugunsten des gleichen Amtes in New York aufgab, und bekämpfte dessen Nachfolger Josiah Martin energisch. Zu Beginn des amerikanischen Unabhängigkeitskrieges wurde er zum Brigadegeneral befördert. Howe wurde am 9. September 1776 Kommandeur des südlichen Departements. Er kommandierte die Kräfte der Kontinentalarmee und der Patriotenmiliz bei der Niederlage im ersten Gefecht von Savannah.